# Santa Bárbara (Angra do Heroísmo)
Santa Bárbara is een plaats (freguesia) in de Portugese gemeente Angra do Heroísmo en telt 1366 inwoners (2001). De plaats ligt op het eiland Terceira, onderdeel van de Azoren.